# Усойка
Усойка (болг. Усойка) — село в Болгарии. Находится в Кюстендилской области, входит в общину Бобошево. Население составляет 409 человек.

## Политическая ситуация
В местном кметстве Усойка, в состав которого входит Усойка, должность кмета (старосты) исполняет Красимир Симеонов Николов (Граждане за европейское развитие Болгарии (ГЕРБ)) по результатам выборов правления кметства.
Кмет (мэр) общины Бобошево — Милчо Георгиев Орозов (Болгарская социал-демократия (БСД)) по результатам выборов 2007 года в правление общины.